# 국가안전기획부 운영실
국가안전기획부 운영차장실 또는 운영차장보실은 대한민국 중앙정보부와 대한민국 국가안전기획부의 예하 기관으로 중앙정보부와 안기부의 인사, 예산 운영, 편성 등을 하였다. 운영차장보 또는 운영차장은 보통 기조실장이 겸임하기도 했다.
운영차장보실 또는 운영차장실이 있을 때는 운영실에서 인사와 예산 운영 편성 등을 하였고, 운영실이 없을 때는 기획조정실에서 예산운영과 편성을, 인사는 하위직원 인사는 각 실국의 행정과에서, 중견급 이상 직원의 인사는 총무관리국 인사과 보임계 또는 보임팀에서 담당하였다. 운영차장보 또는 운영차장이 존재할 때는 보통 기조실장이 운영차장보 또는 운영차장을 겸직하여 실권자가 되었지만 운영차장보 또는 운영차장직이 없을 때는 기조실장도 총무국 인사과장이나 보임계장을 함부로 다루지 못했다 한다.
보직은 차관보급으로 1961년 5월 20일 중앙정보부 창설 때부터 안기부로 변경된 뒤에도 운영차장보였다가 1993년 김영삼 정부에서 운영차장보 직을 운영차장으로 승격시켰다.

## 같이 보기
- 국가안전기획부
- 중앙정보부
- 국가정보원 기획조정실장
- 국가정보원 차장